# دره‌جیک (خداآفرین)
دره‌جیک یکی از روستاهای استان آذربایجان شرقی است که در دهستان منجوان شرقی بخش منجوان شهرستان خداآفرین واقع شده‌است.